# Évry-Courcouronnes
Évry-Courcouronnes es una comuna nueva francesa situada en el departamento de Essonne, de la región de Isla de Francia. La cabecera y mayor población es Évry. En la ciudad se encuentra el Genopole.

## Geografía
Se encuentra a orillas del Sena. La ciudad forma parte del área metropolitana de París.

## Historia
Fue creada el 1 de enero de 2019, en aplicación de una resolución del prefecto de Essonne del 12 de octubre de 2018 con la unión de las comunas de Évry y Courcouronnes, pasando a estar el ayuntamiento en la antigua comuna de Évry.

## Educación
- Institut Mines-Télécom Business School